# إريك جيلز
اريك جيلز هو منافس ألعاب قوى كندي، ولد في 8 مارس 1980 في Antigonish, Nova Scotia ‏ في كندا.

## وصلات خارجية
- الموقع الرسمي
- اريك جيلز على موقع الاتحاد الدولي لألعاب القوى (الإنجليزية)
- اريك جيلز على موقع اللجنة الأولمبية الدولية (الإنجليزية)
- اريك جيلز على موقع أوليمبيديا (الإنجليزية)
- اريك جيلز على موقع اللجنة الأولمبية الكندية (الإنجليزية)